# BBS
BBS står for Bulletin Board System hvilket direkte kan oversættes til "opslagstavle-system". BBS'er kan betegnes som en tidlig form for websted eller ftp-sted, der typisk blev tilgået via modem over telefonnettet. BBS'er tillod både upload og download af filer, udveksling af beskeder og meget mere. Modsat nutidens websites kunne man ikke hyperlinke fra BBS til BBS; man var nødt til at afbryde forbindelsen og ringe op til det andet BBS.
I BBS'ernes storhedstid (fra de tidlige 1980'ere til midten af 1990'erne), var mange BBSer en gratis tjeneste, som "SysOp'en" (system operatøren) havde som hobby, mens andre krævede en abonnementsafgift for at få adgang. Andre blev drevet af Internetudbydere som en del af deres service til kunderne.
Nu om dage bliver udtrykket BBS hovedsageligt brugt til online forums og besked boards.
- Wikimedia Commons har flere filer relateret til BBS

| Internet | Spire Denne internet-relaterede artikel er en spire som bør udbygges. Du er velkommen til at hjælpe Wikipedia ved at udvide den. |